# Haardtrand – Am Schlammberg
Das Naturschutzgebiet Haardtrand – Am Schlammberg liegt im Landkreis Bad Dürkheim in Rheinland-Pfalz.
Das etwa 61 ha große Gebiet, das im Jahr 1992 unter Naturschutz gestellt wurde, erstreckt sich am nordwestlichen Stadtrand von Bad Dürkheim. Nördlich verläuft die Landesstraße L 518, unweit östlich die L 517 und südlich die B 37.
Schutzzweck ist
- die Erhaltung und Entwicklung eines durch ein vielfältiges Nutzungsmuster aus Rebflächen unterschiedlicher Bewirtschaftungsintensität, Obstgrundstücken, Gebüsch- und Saumbiotopen, Wald- und Waldrandflächen, Trockenmauern und Weinbergsterrassen charakterisierten Gebietes,
- die Erhaltung und Entwicklung des Gebietes als Standort seltener Pflanzenarten und Pflanzengesellschaften sowie als Lebensraum seltener, teils bestandsbedrohter Tierarten,
- die Erhaltung und Entwicklung des Gebietes aus landeskundlichen Gründen sowie wegen seiner besonderen Eigenart.